# Certhia brachydactyla
Certhia brachydactyla là một loài chim trong họ Certhiidae.

## Hình ảnh

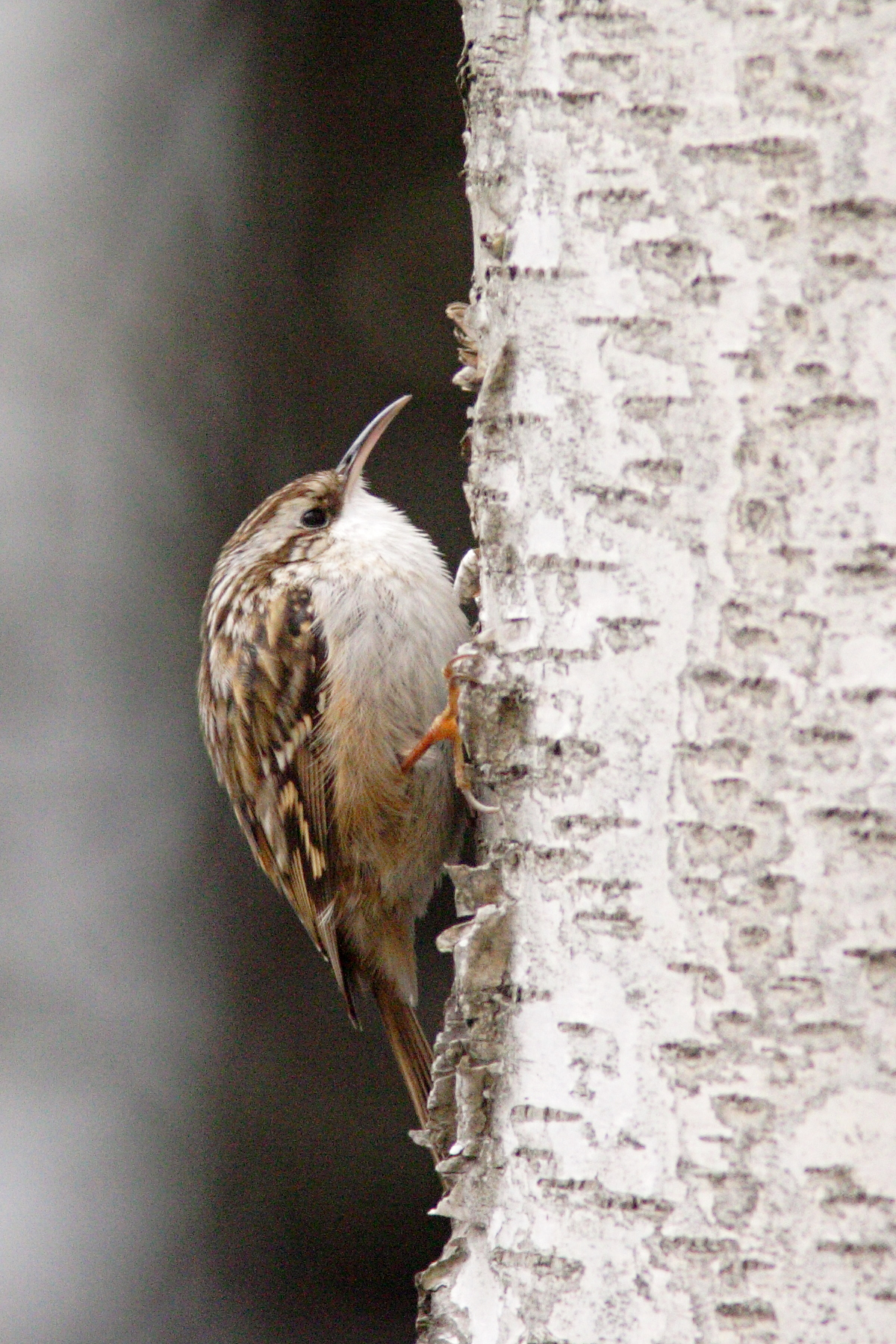
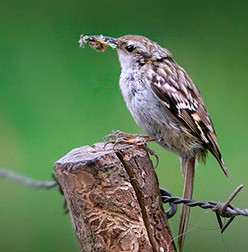
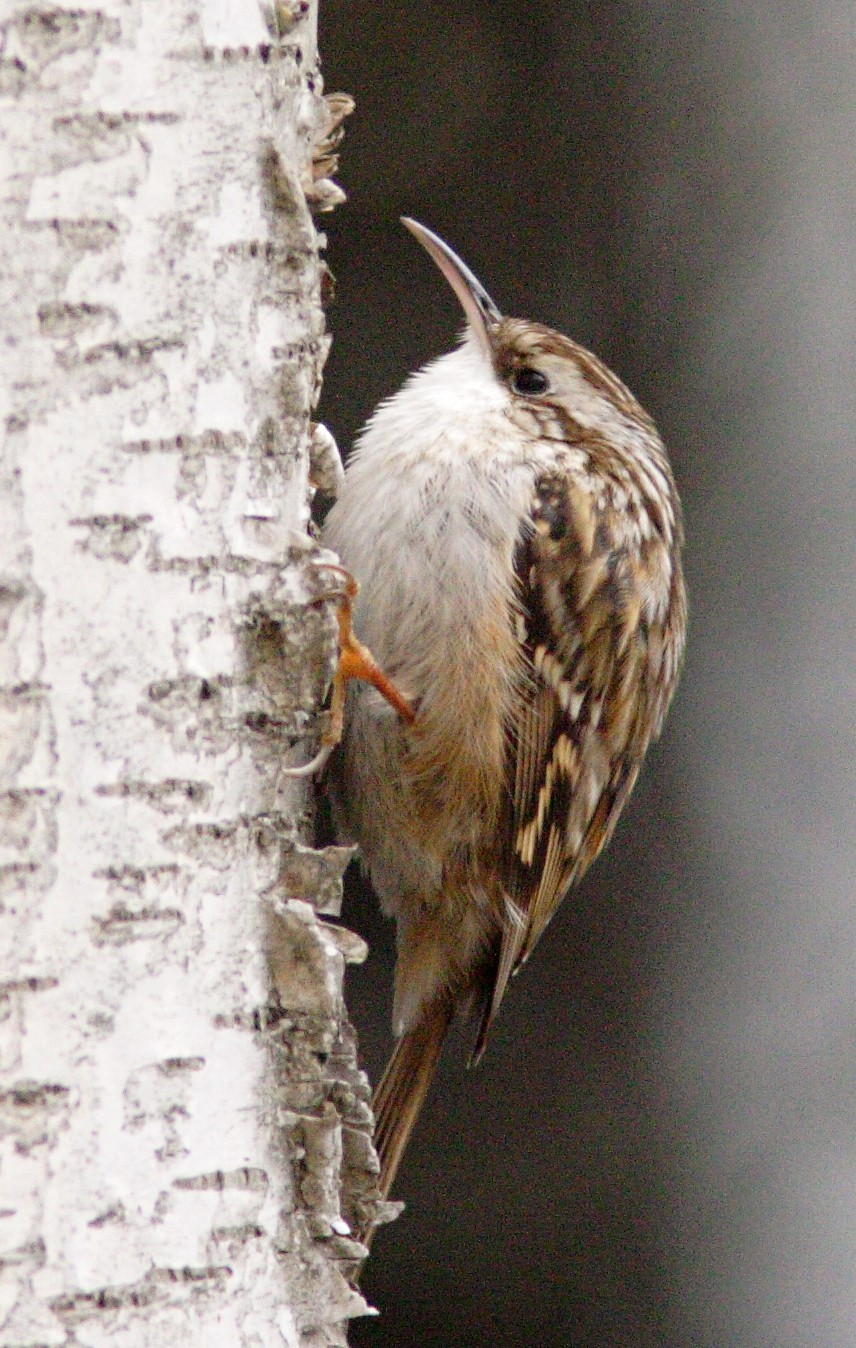
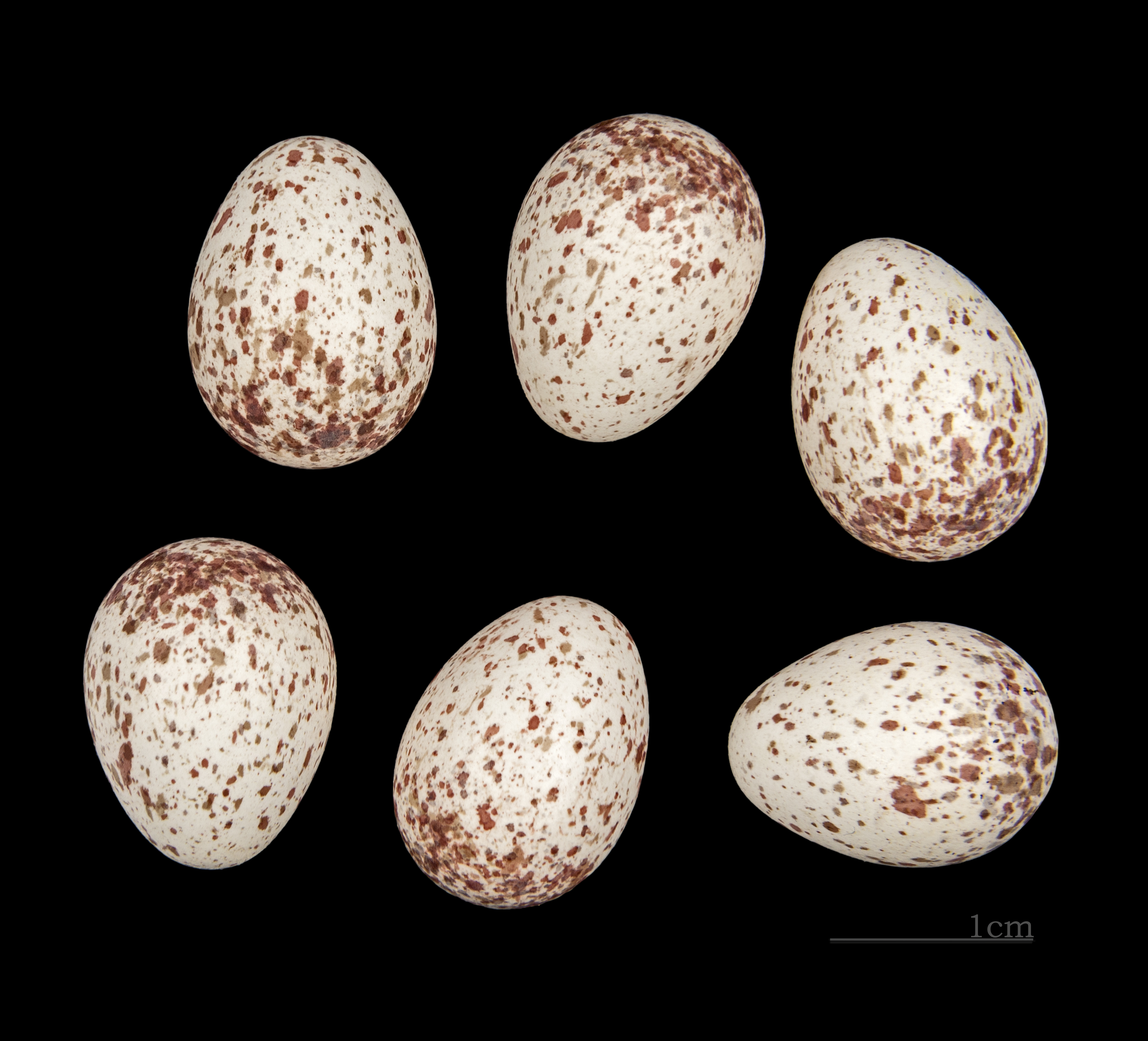